# Nancy Ekholm Burkert
Nancy Ekholm Burkert (Sterling, 16 febbraio 1933) è un'illustratrice statunitense.
Il suo lavoro più famoso è il libro illustrato Biancaneve e i sette nani (1972), che ottene un riconoscimento dal New York Times e una menzione d'onore come Caldecott Honor Book quando concorse per la Medaglia Caldecott.

## Biografia
La Burkert è nata a Sterling, nello stato del Colorado, e nel 1945 si trasferì con la sua famiglia nel Wisconsin. Ha conseguito il baccellierato e la laurea all'Università del Wisconsin-Madison.
Il suo primo lavoro nell'ambito dell'illustrazione fu per James e la pesca gigante di Roald Dahl nel 1961.
Nel 1982 fu la coautrice di un catalogo sull'artista del Wisconsin John Wilde per il Milwaukee Art Museum.
Nel 1990 vinse lo Horn Book Special Award del Boston Globe per Valentino e Orso.
Nel 2003 le fu dedicata una mostra all'Eric Carle Museum of Picture Book Art di Amherst nel Massachusetts.

## Stile
Le sue prime opere mostravano la prevalenza delle ombreggiature e delle trame attraverso la matita e il carboncino, in aggiunta ai suoi soliti strumenti di pennino e inchiostro combinati con matite colorate e acquerelli.  A partire da The Nightingale e fino a Biancaneve, la sua padronanza di luci, ombre e senso della profondità combinarono il chiaroscuro d'ispirazione rinascimentale con una concezione dello spazio di stampo orientale in ambientazioni che erano realistiche nei dettagli, ma anche fantasiose e fuori dal tempo come soggetti. Le sue opere successive hanno continuato quest'enfasi su un senso del dettaglio intense e intimo, rivelando una passione per la complessitè e la varietà della vita.
I suoi lavori d'illustrazione di Valentino e Orso sono stati considerati un'opera d'arte completa notevole per l'attenzione ai particolari e la luminosità.

## Opere illustrate
- Roald Dahl, James and the Giant Peach (1961)
- Natalie Savage Carlson, Jean-Claude's Island (1963)
- Meindert de Jong, Big Goose and the Little White Duck (1963)
- Hans Christian Andersen, The Nightingale (1965)
- John Updike, Child's Calendar (1965)
- Edward Lear e Ogden Nash, The Scroobious Pip (1968)
- Hans Christian Andersen, The Fir Tree (1970)
- The Brothers Grimm, Snow White and the Seven Dwarfs (1972)
- David Larkin (a cura di), The Art of Nancy Ekholm Burkert (1977)
- Emily Dickinson, Acts of Light (1980)
- Valentine and Orson (1989), testo e illustrazioni.

### Edizioni italiane
- Meindert de Jong, L'oca grassa e l'anatroccolo bianco, illustrazioni di Nancy Ekholm Burkert, Milano, Bompiani, 1966.
- Fratelli Grimm, Biancaneve e i Sette Nani, illustrazioni di Nancy Ekholm Burkert, Milano, Edizioni Emme, 1972.
- Valentino e Orso, traduzione di Masolino d'Amico, ricreata come rappresentazione popolare in poesia e pittura da Nancy Ekholm Burkert, Milano, Edizioni Emme, 1990.

## Riconoscimenti
- 1972 New York Times Notable Book: Snow-White and the Seven Dwarfs
- 1973 Caldecott Award, Honor Book: Snow-White and the Seven Dwarfs
- 1989 Boston Globe-Horn Book Award: Valentine and Orson
- 1995 Wisconsin Library Association Wisconsin Notable Authors